# 二次運球
二次運球（Double Dribble），簡稱Double，是一個篮球術語，若在運球時將球用雙手抓住，在沒有對方觸碰時再繼續運球（只要球還在手上沒掉就都不算碰觸，因此
運完球若被對手碰觸卻沒掉球仍舊在手中則一樣會被吹犯規），即為二次運球。

## NBA規則
依照NBA的規則，運球是指一個選手控制球的移動，持續性的用一隻手拍到地面，再反彈到手中。二運與走步(持球走第三步)一樣，這是籃球中球員常犯的規則，
將會被記違例一次。在全場，裁判將會吹哨，也將由對方發界外球。半場，球將會給敵方，如果球離手(投出去)的話，進球不算。
若有以下動作時，視為運球結束：
1. 同時用二隻手接觸球。
2. 當控制球時讓球靜止不動。
3. 在運球過程中，球落地前接觸球不只一次。